# Bestival
Bestival is een vierdaags festival dat jaarlijks wordt gehouden in het recreatiepark Robin Hill op het Britse Isle of Wight . Het festival is opgericht in de zomer van 2004 door Rob da Bank, een Engelse DJ en producer. In de eerste editie kon het festival 10.000 personen ontvangen, ondertussen zijn er jaarlijks meer dan 60.000 aanwezigen.

## Geschiedenis
Het festival werd voor de eerste keer gehouden in september 2004. Robin Hill, een pretpark op het Engelse Isle of Wight, stelde zijn deuren open voor het muziekspektakel. De organisatie bestond uit Rob da Bank, een DJ en producer bij BBC Radio 1. Het festival vloeide uit zijn Sunday Best record label en club nights. Ook zijn vrouw en de band Get Involved waren betrokken bij de oprichting.
Bestival is het tweede jaarlijkse muziekfestival op Isle of Wight.

## Overtuiging
De organisatie heeft een eigen overtuiging toegevoegd aan het festival. Jaarlijks is er meer de beleven dan enkel muziek en feest. Zo zorgt men voor internationale voeding, vegetarische gerechten, een camping op het festivaldomein, een geheim podium en nog talrijk andere activiteiten.
Bestival is bekend door deze speciale acties. In 2010 heeft het festival een wereld record verbroken met hun “thema verkleed dag”. Een totaal van 55.000 verklede mensen zorgde voor een opname als Guinness World Record.
Het festival heeft ook een eigen politieke, sociale en ethische overtuiging. Zo heeft het festival een ecologisch en groen imago. Ze waren ook actief in een actie om de Irakoorlog te stoppen. 

## Prijzen
Het festival won in zijn korte bestaan al redelijk wat prijzen. In 2005 werd het verkozen tot Best (medium-sized) Festival bij de UK Festival Awards. Het won in hetzelfde jaar tevens de prijs voor Most Innovative Festival. 
In 2006, 2007 en 2009 won het festival wederom de prijs voor Best (medium-sized) Festival. Het festival had ook een nominatie voor dezelfde prijs in 2008. 
In een publieke ondervraging van 2010 werd het festival verkozen tot “Best Major Festival”. In dat jaar won het eveneens de publieksprijs voor “Best Family Festival”.

## Jaren

### 2004
Basement Jaxx, Fatboy Slim, Lee 'Scratch' Perry, Mista Mushroom, Mylo, Subgiant, The Bees, Zero 7

### 2005
2manydjs, Röyksopp ,Saint Etienne, Soulwax, Super Furry Animals, The Go! Team, The Magic Numbers

### 2006
Amadou & Mariam, Brakes, Devendra Banhart, Get Cape. Wear Cape. Fly, Gogol Bordello, Good Shoes, Hot Chip, iLiKETRAiNS, Jim Noir, John Martyn, Kid Creole and the Coconuts, Klaxons, Lily Allen, Man-Machine, Mystery Jets, Pet Shop Boys, Scissor Sisters, Scritti Politti, The Cuban Brothers, The Fall, The Long Blondes, The Pipettes, The Stranglers, The Sunshine Underground

### 2007
Beastie Boys, Billy Bragg, Calvin Harris, Dub Pistols, Easy Star All Stars, Friendly Fires, Gregory Isaacs, Jack Peñate, Kate Nash, Madness, Patrick Wolf, Primal Scream, The Chemical Brothers, The Gossip, The Levellers, The Maccabees, The Orb, The Shakes

### 2008
808 State, Alphabeat, Amy Winehouse, Aphex Twin, Black Kids, CSS, Dan Le Sac Vs Scroobius Pip, Gary Numan, George Clinton, Get Cape. Wear Cape. Fly, Grace Jones, Hot Chip, My Bloody Valentine, Sam Sparro, Sugarhill Gang, The Breeders, The Coral, The Human League, The Specials, Underworld, Will Young

### 2009
2manydjs, 65daysofstatic, Alejandro Toledo, Annie Mac, Bat for Lashes, Björn Again, Carl Cox, DJ Yoda, Diplo, Elbow, Erol Alkan, Fleet Foxes, Florence and the Machine, Friendly Fires, Fujiya & Miyagi, Jack Penate, Klaxons, Kraftwerk, Krafty Kuts, La Roux, Lily Allen, Little Boots, MGMT, Massive Attack, Michael Nyman, Mika, Rob da Bank, Seasick Steve, Skream, Soulwax, Squarepusher, The Bloody Beetroots, Zane Lowe, the Magic Tombolinos

### 2010
Barry Peters, Chase & Status, Dizzee Rascal, Echo & The Bunnymen, Ellie Goulding, Gil Scott-Heron, Heaven 17, Hot Chip, Howard Jones, Level 42, Lucky Elephant, Marc Almond, Rolf Harris, Rox, Roxy Music, Simian Mobile Disco, Stornoway, The Flaming Lips, The Prodigy, The Wailers, The xx, Tinie Tempah

### 2011
A-Trak, Annie Mac, Big Audio Dynamite, Björk, Brian Wilson, Chromeo, Cranes, Crystal Castles, DJ Shadow, Fatboy Slim, Grandmaster Flash, Noah and the Whale, Groove Armada, Katy B, Kelis, LFO, Los Campesinos!, Magnetic Man, PJ Harvey, Pendulum, Primal Scream, Public Enemy, Robyn, The Cure, The Drums, The Maccabees, Village People